# 물방개과

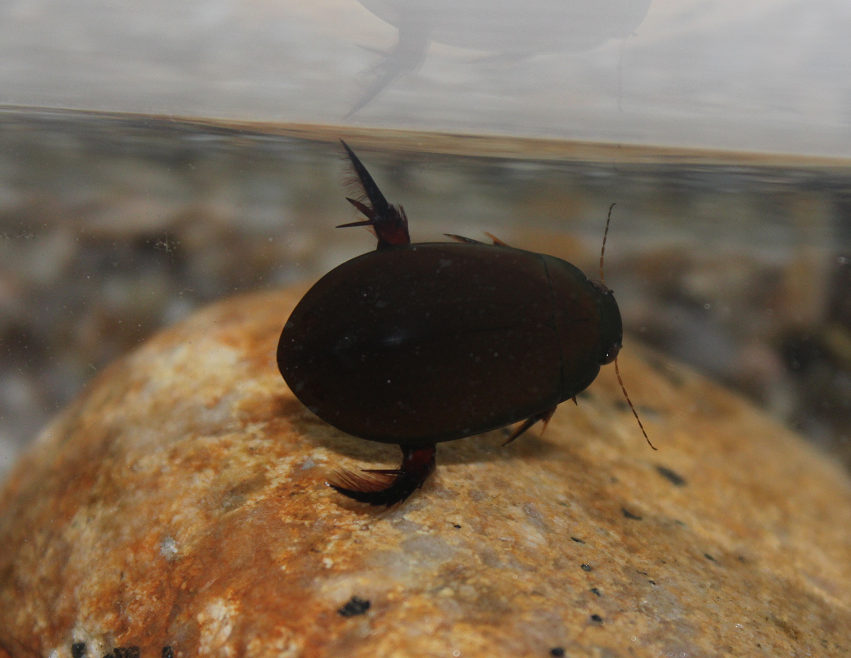
검정물방개

물방개과는 딱정벌레목의 한 과이다. 한자어로는 용슬(龍蝨) 또는 지별충(地鱉蟲)이라고 하며 복수(複數) 표준어인‘선두리’로 부르기도 한다. 전 세계적으로 160속 4000여종이 기록되어 있으며, 한반도에는 물방개, 검정물방개, 땅콩물방개등의 21속 51종이 있다. 물방개처럼 물에서 사는 딱정벌레목에는 물맴이류와 물땡땡이류, 그리고 물진드기류가 있다. 물방개는 딱지날개(겉날개) 아래에 공기를 채워 물속에서 호흡하며, 몸집이 작은 애물방개는 뒷꽁무늬 부분에 공기방울을 달고 다니기도 한다. 일부는 식용 곤충(약용 포함)으로 쓰이며 다른 수생 곤충과 마찬가지로 애완용으로 어항에서 키울 수 있다.
수생식물 줄기속에 산란관을 넣어서 알을 낳으며, 부화한 유충은 올챙이, 잠자리 애벌레, 물고기 등의 물 속 작은 동물들을 소화액으로 녹인 다음 체액을 빨아먹으면서 자라간다.
모두 두 번 허물을 벗으며 3령 애벌레 단계 때 땅속에 들어가서 번데기가 된다. 10일쯤 지나면 번데기에서 우화하여 어른벌레가 되는데 하얀색의 몸이 갈색으로, 갈색에서 검은색으로 변한다. 하지만 번데기가 되지 못하거나 우화를 하지 못해 죽는 경우도 있다(우화부전). 어른벌레는 올챙이, 물고기, 개구리, 죽은 동물, 잠자리, 애벌레, 모기 유충(장구벌레)등을 잡아먹는데, 심지어는 잠자리 애벌레가 허물을 벗은 껍데기까지도 먹는다. 물방개는 단체로 먹이를 먹기도 하는데, 한 마리가 먹이를 잡으면 냄새가 확산되어 다른 물방개들도 몰려들기 때문이며, 먹이가 뼈만 남을 정도로 먹어치워 식욕이 억척스럽다. 유선형의 몸매를 가지고 있으며, 노처럼 생겨서 헤엄치기 좋은 뒷다리 덕분에 물속에서 활동할 수 있고 날개가 있어서 공중을 날아서 먼 거리로 이동이 가능하다. 수컷의 앞다리는 암컷을 잘 붙잡을 수 있도록 빨판처럼 생겼다. 수컷의 등이 매끈한 반면 암컷의 등은 점열이 있고 거칠다. 최근에는 개발, 농약 등으로 서식지파괴로 주변에서 흔히 볼 수 없는 생물류 중 하나이다(단, 가는줄물방개, 애기물방개, 꼬마줄물방개는 도시에서도 쉽게 볼 수 있는 물방개류이다.)

## 물방개의 종류
- 물방개
- 검정물방개
- 애물방개
- 동쪽애물방개
- 줄무늬물방개
- 줄물방개
- 꼬마줄물방개
- 꼬마물방개
- 깨알물방개
- 알물방개
- 아담스물방개
- 애기물방개
- 자색물방개
- 모래무지물방개
- 물방개붙이
- 배물방개붙이
- 호랑물방개
- 땅콩물방개
- 큰땅콩물방개
- 알락물방개
- 애등줄물방개
- 노랑무늬물방개
- 혹외줄물방개
- 노랑테콩알물방개
- 노랑띠물방개
- 맵시등줄물방개
- 잿빛물방개
- 큰알락물방개
- 가는줄물방개